# Alfa Romeo 450
L’Alfa Romeo 450 è stato un autocarro prodotto dall'Alfa Romeo dal 1947 al 1959. La sua versione aggiornata fu denominata Alfa Romeo 455.
L'Alfa Romeo 450 fu il successore dell'Alfa Romeo 430. Ci furono diverse differenze tra i due modelli; la più importante risiedeva nel motore, a cui fu incrementata la potenza. Dagli 80 CV del propulsore montato sul 430 si passò infatti a 90 CV. La cabina di guida fu ingrandita, e la calandra ora era contraddistinta da cinque barre orizzontali, che sostituirono le tre del 430. Nel 1959 l'Alfa Romeo 450 venne aggiornato, ed il nuovo autocarro cambiò nome in Alfa Romeo 455, che venne prodotto fino ai primi anni sessanta.
Era disponibile anche la versione a trazione integrale e durante gli anni in cui fu commercializzato, le carrozzerie, che erano basate sul telaio dei 450/455, furono oggetto di aftermarketing.